# Noel Rock

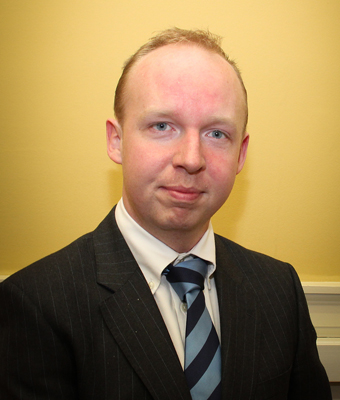
Noel Rock

Noel Rock (* 11. November 1987, Ballymun, Dublin, Irland) ist ein irischer Politiker der Fine Gael. Von 2016 bis 2020 war er Teachta Dála (Abgeordneter) im Dáil Éireann, dem irischen Unterhaus. 

## Leben
Noel Rock studierte an der Dublin City University und machte dort seinen Abschluss. Während des Studiums konnte er ein Praktikum in Hillary Clintons Abgeordnetenbüro und wenig später während ihres Präsidentschaftswahlkampfes in Iowa absolvieren. Er arbeitete später als Wahlkampfhelfer für John Paul Phelan. 2009 versuchte er erstmals, in den Dublin City Council einzuziehen. Dies gelang ihm erst 2014. Bei den Wahlen zum Dáil Éireann 2016 war er dann auch im Wahlkreis Dublin North-West erfolgreich. 2020 verlor er seinen Sitz wieder und konnte ihn auch in der Wahl 2024 nicht zurückgewinnen.